# 65/17 Mod. 1908/1913
Il cannone da 65/17 nacque come cannone da montagna 65A e venne successivamente assegnato ai reggimenti di fanteria come cannone d'accompagnamento. Fu molto apprezzato durante la Grande Guerra per la semplicità di funzionamento e per la possibilità di essere portato agevolmente in batteria e trasportato a quota elevata. La possibilità di effettuare tiri tesi fece sì che venisse anche utilizzato come arma anticarro all'interno delle opere fortificate del Vallo Alpino, e nella seconda guerra mondiale in Nord Africa.

## Storia

Cannone da 65/17 trainato da un Moto Guzzi Trialce della 80ª Divisione fanteria "La Spezia".

Il cannone, elaborato fin dal 1902 dall'Arsenale Regio Esercito di Torino (ARET), fu adottato nel 1910 e raggiunse i reparti nel 1913. Arma moderna e di buone prestazioni, fu il primo pezzo d'artiglieria a deformazione realizzato in Italia. Apprezzato per la sua robustezza ed affidabilità, come cannone da montagna era penalizzato solo dalla ridotta elevazione (20°). Allo scoppio della Grande Guerra erano disponibili 212 pezzi, che armavano 14 gruppi; la produzione continuò per tutta la guerra. Nel 1920 fu sostituito, come cannone da montagna, dall'obice Škoda 7,5 cm Vz. 1915 da 75/13, ma rimase in servizio nei gruppi di artiglieria da campagna ed in questo ruolo fu impiegato nella riconquista della Libia, anche in versione portee su autocarro Fiat 15ter. Due pezzi opportunamente modificati equipaggiarono i due carri pesanti Fiat 2000, impiegati sullo stesso teatro libico.
Nel 1926 il 65A fu ridenominato ufficialmente 65/17 ed assegnato, in sostituzione del poco potente 37F, direttamente ai reggimenti di fanteria come cannone d'accompagnamento, in ragione di 3 pezzi a reggimento, portati a 4 nel 1934. In questo periodo fu adattato alla trazione meccanica, con la sostituzione delle ruote in legno con quelle in elektron con semipneumatici in gomma piena.
Fu largamente impiegato nella guerra d'Etiopia, assegnato, oltre che alle batterie d'accompagnamento, anche ai gruppi di artiglieria coloniali e divisionali alpine e delle camicie nere. Durante la guerra civile, vennero inviati in Spagna 343 pezzi che armarono sia il Corpo Truppe Volontarie che i nazionalisti spagnoli; in questo teatro poterono dimostrare per la prima volta le buone capacità controcarro.
A partire dal 1935, il 65/17 fu progressivamente rimpiazzato come pezzo d'accompagnamento dal 47/32 Mod. 1935 e venne gradualmente trasferito alla Guardia alla Frontiera ed alle batterie della Milizia. Allo scoppio della seconda guerra mondiale, risultavano in servizio 719 pezzi, compresi 249 di nuova produzione realizzati dall'Arsenale Regio Esercito di Napoli (AREN) per sostituire le armi usurate o perse in Etiopia ed in Spagna. La dotazione totale era di 1 542 000 munizioni, con però una grave carenza di proiettili controcarro.
Durante la guerra il 65/17 fu largamente impiegato in tutti i fronti, rivelandosi presto superiore al 47/32 nel ruolo anticarro grazie ai potenti proiettili perforanti ed EP (effetto pronto, ovvero a carica cava), distribuiti a partire dal 1942. In particolare, sul fronte nordafricano il 65/17 fu l'arma preferita per la realizzazione sul campo di autocannoni, il cui uso fu imposto sia dai problemi di mobilità e di stabilità sulla sabbia dimostrati dal cannone già negli anni venti sia dalle caratteristiche di estrema mobilità che caratterizzavano la guerra negli ampi spazi desertici. Le officine libiche del 12º Autoraggruppamento AS realizzarono diversi autocannoni sul telaio degli autocarri Fiat 634 e Morris CS8 di preda bellica, assegnati alle "batterie volanti" per contrastare lo strapotere delle forze corazzate del Commonwealth. Durante la campagna di Tunisia l'80º Reggimento artiglieria della divisione autotrasportabile "La Spezia" (80ª) fu riarmato interamente su 65/17, trainati dai motocarri Moto Guzzi Trialce. In Africa Orientale Italiana, oltre ad equipaggiare le batterie cammellate coloniali, il 65/17 rappresentava l'unico pezzo in dotazione ai due gruppi del 60º Artiglieria della 65ª Divisione fanteria "Granatieri di Savoia". In Jugoslavia il cannone equipaggiava il III Gruppo del 158º Artiglieria della divisione "Zara" e le batterie costiere anti-sbarco.
Dopo l'armistizio di Cassibile, l'arma continuò ad essere impiegata. Il Battaglione "Barbarigo" della Xª MAS lo impiegò contro gli Alleati ad Anzio, mentre la Wehrmacht lo immise in servizio come 6.5 cm GebK-246(i). Dopo la liberazione della Corsica, otto esemplari vennero ceduti dagli italiani alle Forces françaises libres.

## Tecnica

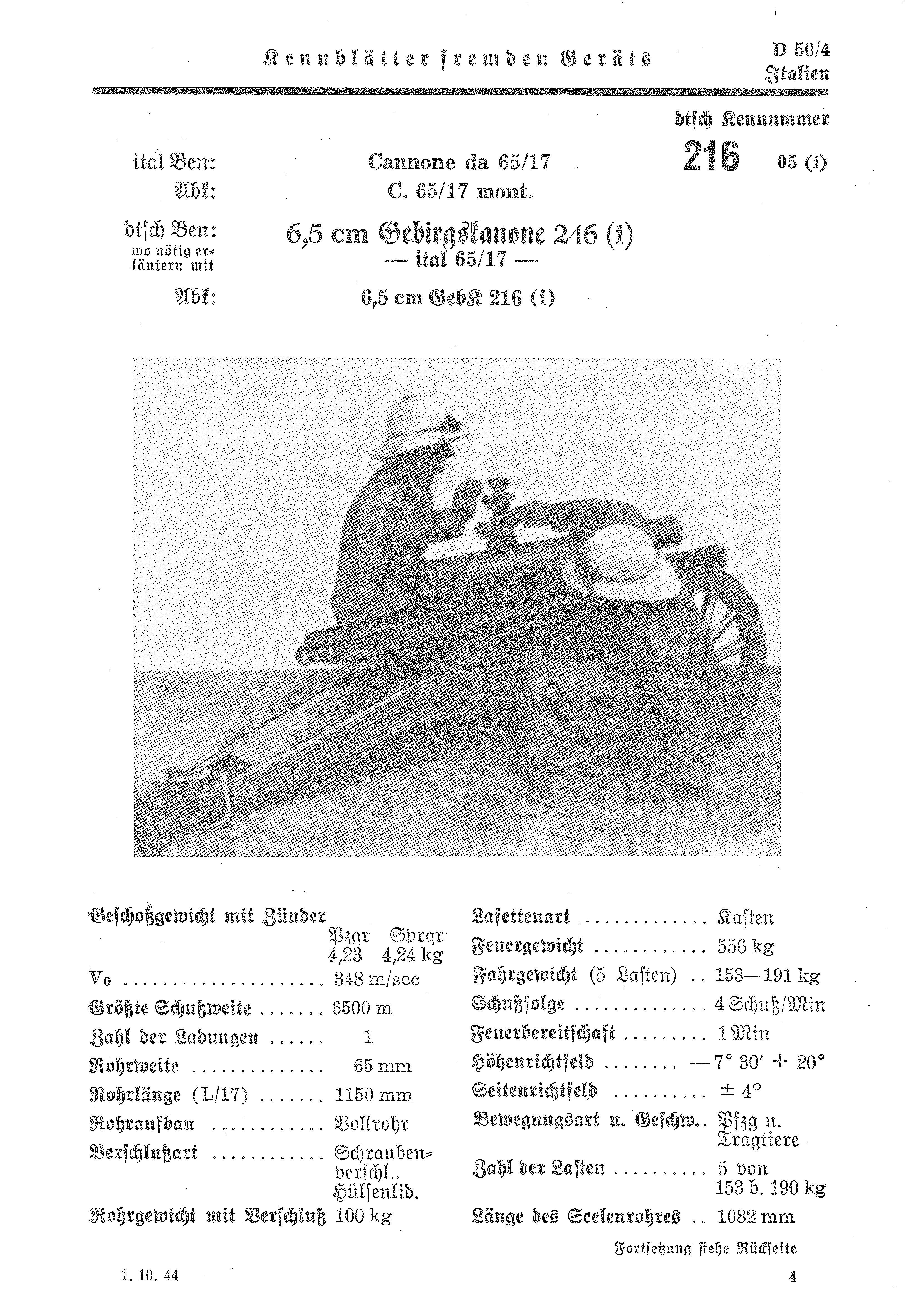
Cannone da 65/17 ↔ 6,5 cm GebK-246 (i) ↔ Kennblätter fremden Geräts D 50/4

La canna è in acciaio, con rigatura sinistrorsa costante a 24 rilievi. L'otturatore, a vite troncoconica leggermente eccentrica, è a manovra rapida, munito di congegno di sparo a percussione semiautomatico. La bocca da fuoco è fissata ad una slitta che scorre sulla culla a deformazione, contenente in freno di sparo idraulico con recuperatore a molla. La culla è incavalcata su un affusto con assale rigido e ruote, in legno o in elektron, da 700 mm di diametro. L'affusto scomponibile è a coda unica, con scudo amovibile e ripiegabile, che può essere unito ad un ulteriore scudo per le munizioni ed i serventi. Esso è alto al ginocchiello 671 mm, con carreggiata di 960 mm. Il puntamento in direzione (8°) è ottenuto con il brandeggio del portaculla su guide semicircolari dell'affusto, mentre l'elevazione avviene per rotazione della culla sugli orecchioni, posti in posizione molto arretrata. È il primo cannone italiano munito di sicure contro l'apertura accidentale dell'otturatore, contro lo sparo prematuro ed accidentale e contro i ritardi di accensione.

## Trasporto e messa in batteria

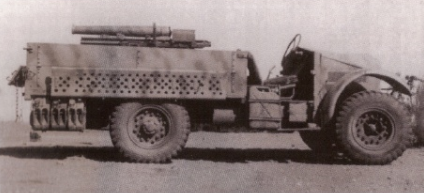
Un 65/17 su Morris CS8.

La versione per artiglieria leggera è someggiabile suddividendolo in cinque parti, cioè cannone, testata, slitta e freno, coda e ruote, scudi. La versione assegnata alle sezioni di fanteria è anche trainabile per mezzo di un avantreno metallico, esso stesso someggiabile. Prima dell'adozione dell'avantreno, il traino animale veniva effettuato rimuovendo la coda d'affusto (che veniva someggiata) e collegando una timonella direttamente alla testata d'affusto, dopo aver arretrato l'assale. Lo spostamento avveniva a 4 km/h, con la batteria che si sviluppava su una colonna di 265 metri. La messa in batteria richiedeva solo pochi minuti.
Durante la seconda guerra mondiale, in Africa settentrionale ed orientale e nei Balcani fu impiegato per realizzare autocannoni basati sull'autocarro inglese di preda bellica Morris CS8 e sul Fiat 634. L'affusto originale con il pezzo veniva installato sul telaio di una piattaforma, che ruotava su un sistema ricavato dall'anello di torretta del carro M13/40.

## Munizionamento
Il munizionamento ordinario è costituito da un "cartoccio granata" composto da:
- un bossolo di ottone con l'innesco mod.913 avvitato sul fondo;
- una granata, fissata al bossolo con punzonatura, sulla cui ogiva è avvitata la spoletta a percussione mod.910;
- una carica di lancio composta da balistite in piastrelle.

La spoletta a percussione è normalmente priva della capsula di innesco; quest'ultima viene montata prima del caricamento del pezzo in sostituzione di un tappo di zinco che chiude il suo alloggiamento.
Oltre al cartoccio granata ordinario, colorato esternamente di grigio, erano previsti:
- cartoccio granata a shrapnell, con spoletta graduata mod.912, colorati solitamente in azzurro con una riga arancione;[5]
- cartoccio granata per istruzione, privi di esplosivo e dei meccanismi interni, colorati in verde chiaro;[5]
- cartoccio a salve, con carica ridotta e proietto di legno dolce;[5]
- cartoccio granata a doppio effetto (aboliti con disposizione del 1º agosto 1935);[1]
- cartoccio granata perforante, con spoletta I-90-909-R.M. (adottato con disposizione del 1º ottobre 1936).[1]

Le munizioni erano trasportate in appositi cofani someggiabili e muniti di maniglie per il trasporto a mano. Ciascun cofano conteneva 10 cartocci granata e due scatole per inneschi da 12 pezzi ciascuna. Ogni mulo poteva trasportare due cofani, del peso di circa 66 kg ciascuno.